# Phyllostachys violascens
Espèce
Classification phylogénétique
Phyllostachys violascens est un bambou géant, relativement traçant[réf. souhaitée] et pouvant atteindre les 18 mètres de haut.
C'est un bambou très rustique qui peut résister à des gels jusqu'à −20 °C. Son principal intérêt réside dans la coloration de ses chaumes qui, selon leur âge, varient du vert clair au brun pourpre. La caractéristique des chaumes adultes repose sur la variété des stries nombreuses et fines. Les pousses (turions) sortent fin mars, ce qui fait de ce bambou l'un des plus précoces pour annoncer la nouvelle saison.